# Jardins dels Garrofers
Els Jardins dels Garrofers es troben al barri de la Teixonera de Barcelona.

## Història i descripció
És un excel·lent mirador cap a la Clota i tota la Vall d'Hebron. Els veïns van triar-ne el nom precisament perquè antigament tot allò estava ple de garrofers. La família Cortada eren propietaris d'extenses terres d'Horta..